# Niederländische Botschaft in Berlin

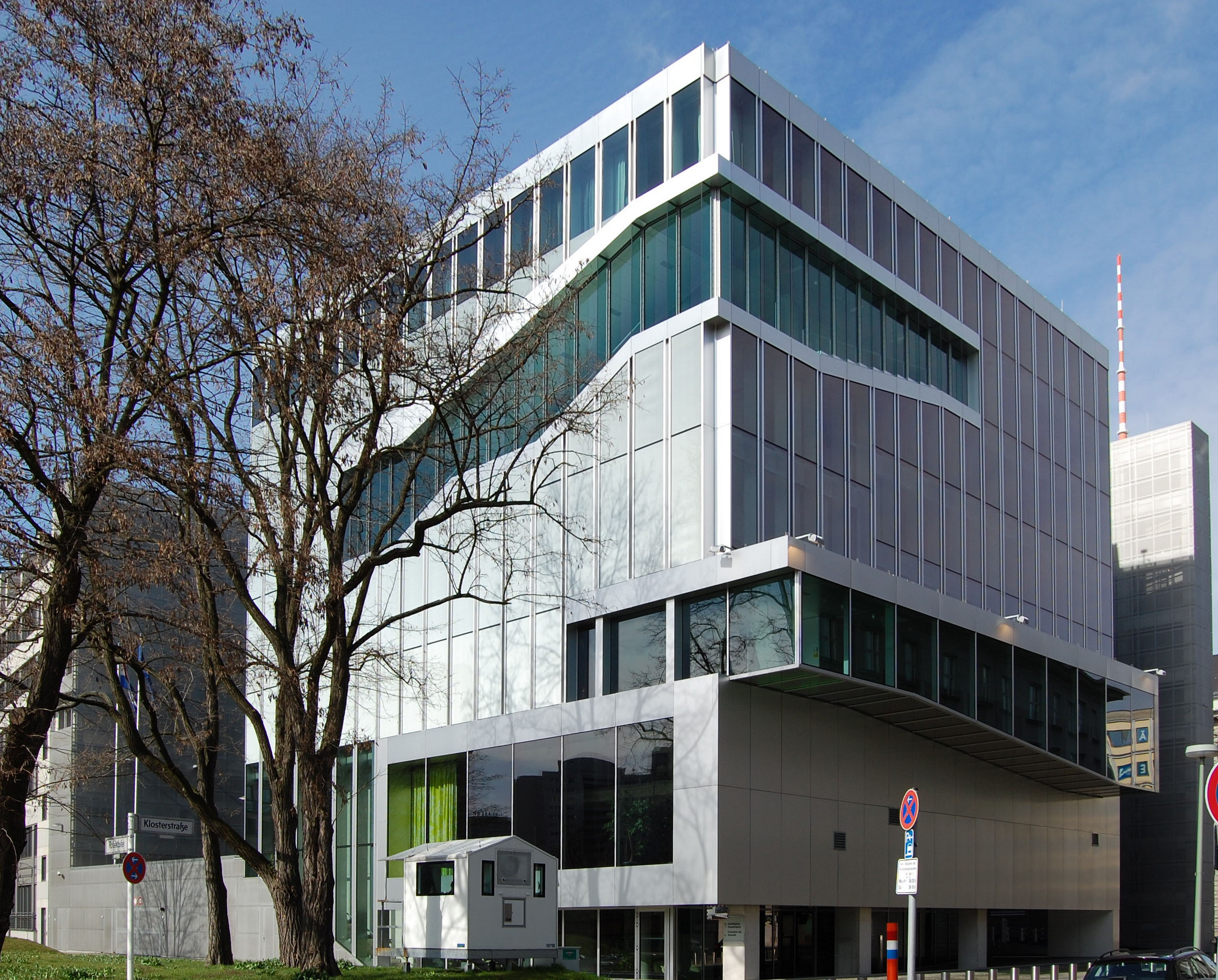
Botschaft am Rolandufer Ecke Klosterstraße

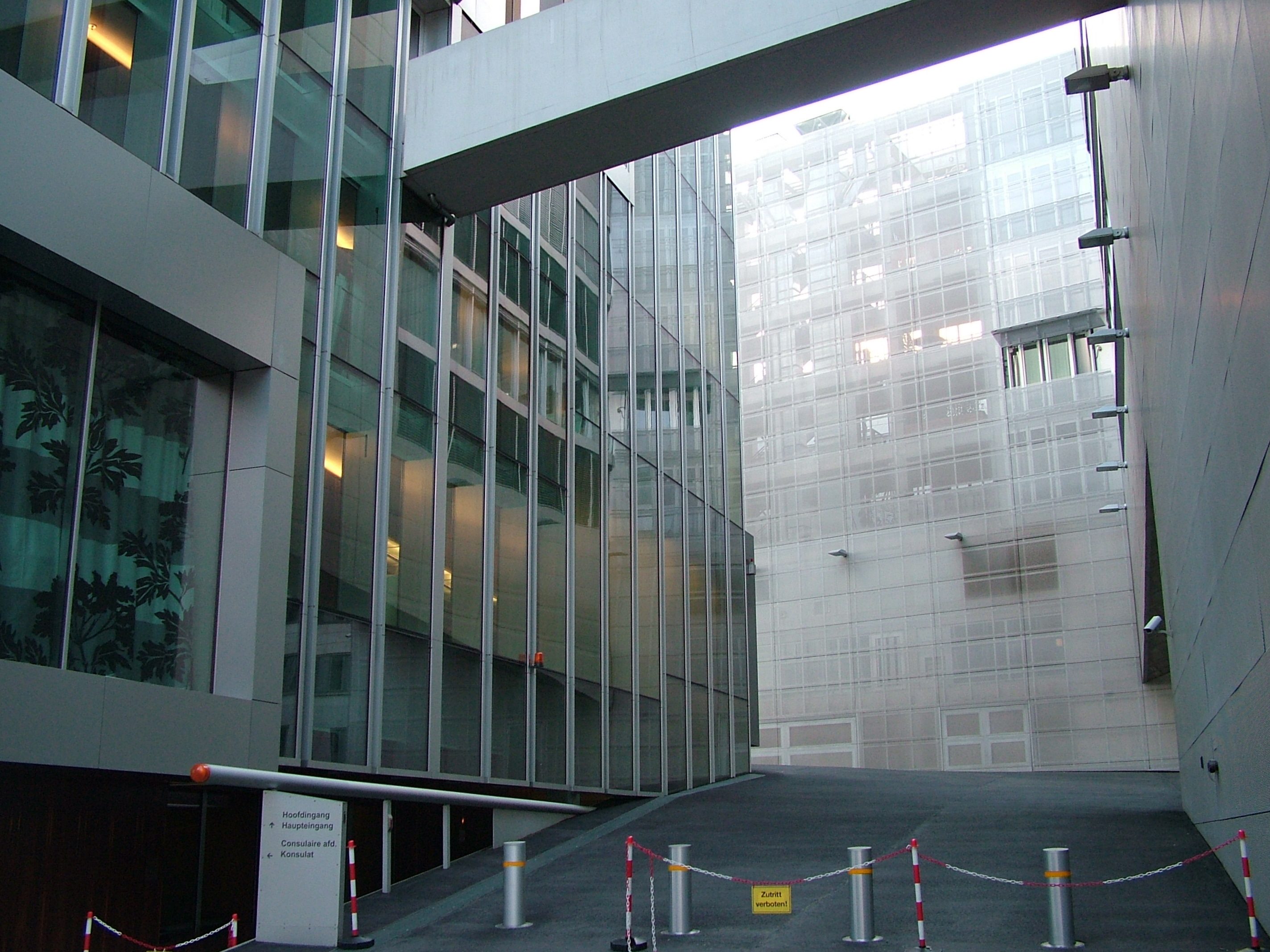
Atrium im Botschaftsgebäude

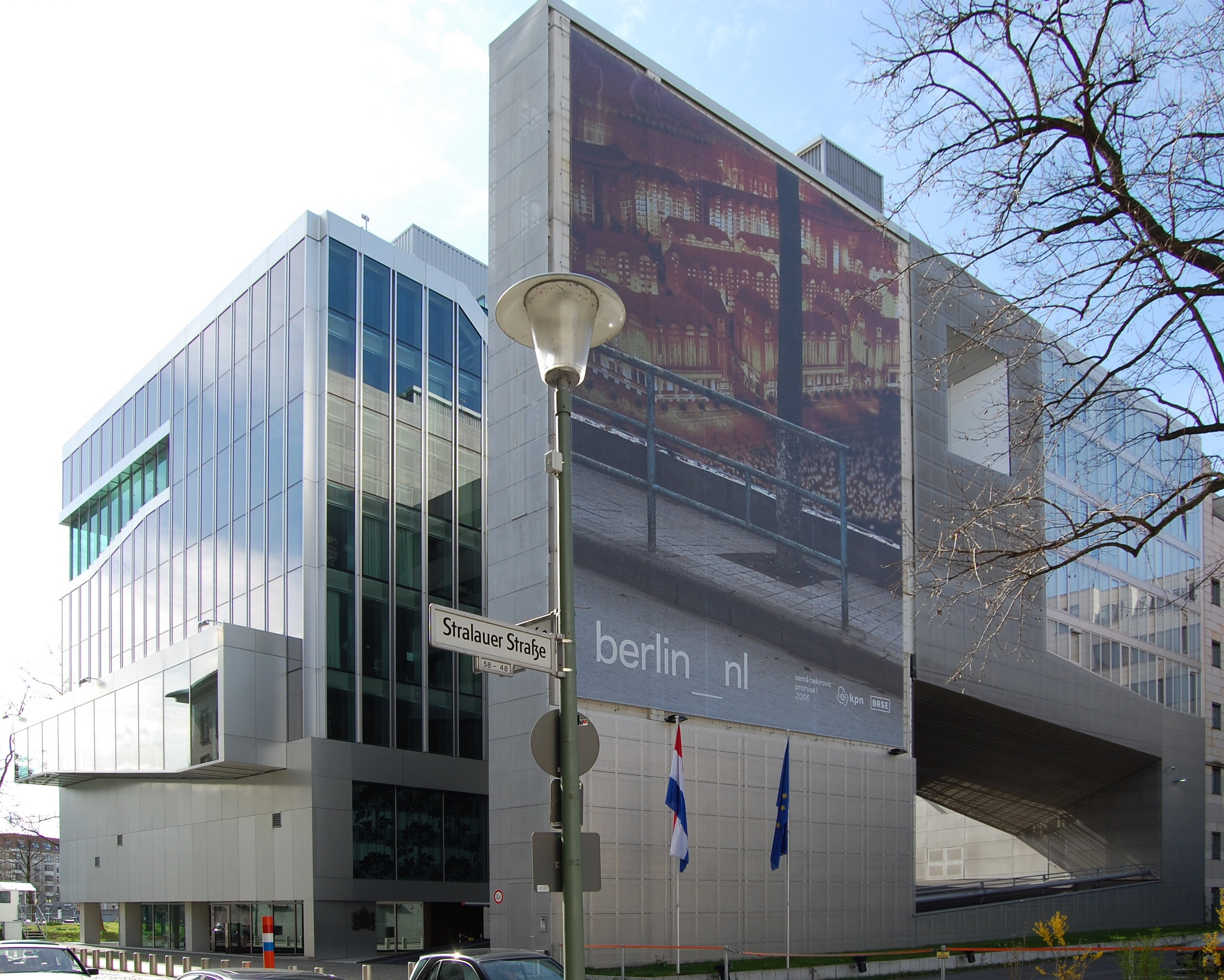
Blick auf das Botschaftsgebäude von der Stralauer Straße

Die niederländische Botschaft in Berlin ist die diplomatische Vertretung des Königreichs der Niederlande in Deutschland. Sie befindet sich in der Klosterstraße 50 am Spreekanal im Ortsteil Mitte des gleichnamigen Berliner Bezirks.
Botschafterin ist seit dem 23. Oktober 2024 Hester Marie-Jeanne Somsen.
Die Niederlande unterhalten in Deutschland Generalkonsulate in Düsseldorf und München sowie 11 Honorarkonsulate.

## Geschichte der diplomatischen Beziehungen
Am 6. März 1951 nahmen die Niederlande und die Bundesrepublik Deutschland diplomatische Beziehungen auf. Die Botschaft befand sich am Sträßchensweg 10 im Stadtteil Gronau in Bonn.
Seit dem 5. Januar 1973 bestanden diplomatische Beziehungen zwischen den Niederlanden und der DDR. Sie endeten mit der deutschen Wiedervereinigung im Jahr 1990. Die Botschaft befand sich in der Otto-Grotewohl-Straße 5 (seit 1993: Wilhelmstraße 64).
Aufgrund des Umzugs von Bundestag und Regierung nach Berlin verlegte auch die niederländische Botschaft ihren Sitz in die neue deutsche Hauptstadt.

## Botschaftsgebäude
Von 1921 bis zur Besetzung der Niederlande im Zweiten Weltkrieg befand sich die niederländische Gesandtschaft rund fünf Kilometer weiter westlich in der Rauchstraße 10 im Botschaftsviertel südlich des Tiergartens. Ihr benachbart war das 1940–1941 errichtete Gebäude für die norwegische Gesandtschaft, mit dem es durch eine Doppelarkade verbunden war. Das niederländische Gesandtschaftsgebäude wurde im Zweiten Weltkrieg zerstört, dessen (West-Berliner) Grundstück wurde 1957 verkauft und in den 1980er Jahren mit einem Mehrfamilienhaus bebaut. Infolge der deutschen Wiedervereinigung und des Hauptstadtbeschlusses ergab sich die Notwendigkeit für ein repräsentatives Botschaftsgebäude in Berlin.
Nach europaweiter Ausschreibung erhielten die niederländischen Architekten Rem Koolhaas und Ellen van Loon vom Architekturbüro Office for Metropolitan Architecture (OMA) in Rotterdam den Auftrag zum Entwurf. Neben den Vorgaben des Auftraggebers, des Ministeriums für auswärtige Angelegenheiten in Den Haag, mussten auch die strengen städtebaulichen Vorschriften der Stadt Berlin erfüllt werden. Die Botschaft ist nach dem Koolhaas-Haus am Checkpoint Charlie das zweite realisierte Gebäude von Koolhaas in Berlin.
Es entstand ein international viel beachtetes Gesamtkunstwerk: Ein L-förmiges Gebäude aus Sichtbeton schließt an die Nachbarbebauung an und ermöglicht so, trotz umgebender Blockrandbebauung den kubischen Hauptbaukörper freizustellen. Aluminium und Glas bestimmen das äußere Erscheinungsbild des Baus, der innen das „Trajekt“ beherbergt, einen Aufgang, der sich einer Apfelschale ähnlich durch das ganze Gebäude windend die Erschließung übernimmt und auf dem Dach endet. Eine weitere Besonderheit ist die „Skybox“ genannte Auskragung an der Westfront des Gebäudes mit Aussicht zur Spree, die als Ess- und Besprechungszimmer des Botschafters dient.
Der Entwurf für das Botschaftsgebäude wurde mit dem Architekturpreis Berlin 2003 und mit dem Mies van der Rohe Award for European Architecture 2005 ausgezeichnet.
Das neue Botschaftsgebäude wurde am 2. März 2004 durch die niederländische Königin Beatrix und die Außenminister Joschka Fischer (Deutschland) und Bernard Bot (Niederlande) eröffnet.